# HD 40083
HD 40083，又名BD+54 971，SAO 25505、HR 2080，是一颗恒星，视星等为6.14，位于銀經158.73，銀緯14.84，其B1900.0坐标为赤經5h 51m 33s，赤緯+54° 14.84′ 16″。